# Joep van Deudekom
Jozef Adrianus (Joep) van Deudekom (Amsterdam, 28 maart 1960) is een Nederlands cabaretier, columnist, televisiepresentator en schrijver, die onder andere deel uitmaakt van Niet Uit Het Raam en De Ploeg.

## Carrière

### Opleiding
Van Deudekom groeide op in de Haarlemse wijk Schalkwijk. In zijn tienerjaren leerde hij zichzelf gitaar spelen. Hij volgde het vwo en hierna ging hij naar de Academie voor Lichamelijke Opvoeding (ALO). Daar leerde hij Peter Heerschop kennen met wie hij bevriend raakte en begon op te treden, aanvankelijk met jaargenoot Rob Conradi, later met Viggo Waas, die twee jaar onder hen zat. Na het afronden van zijn studie ging hij werken als gymnastiekleraar.
Na enkele jaren leraar te zijn geweest, ging hij Nederlands recht studeren aan de Universiteit van Amsterdam, om vervolgens docent privaatrecht aan de Hogeschool Alkmaar te worden. Ondertussen trad hij af en toe nog op met Heerschop en Waas. Na een optreden op een jubileumavond van de ALO, besloot Van Deudekom in 1986, samen met Heerschop, Waas en muzikaal begeleider Pim van Asten, zich in te schrijven voor Cameretten. Hier wisten zij in 1987, onder de naam Niet Uit Het Raam, de finale te halen.

### Radio-, televisie- en theaterwerk
De carrière van Niet Uit Het Raam kwam maar langzaam op gang, en Van Asten haakte al snel af. Van Deudekom, Heerschop en Waas werden echter steeds vaker gevraagd als tekstschrijvers voor onder andere Ook dat nog!, soms in combinatie met elkaar. Verder maakte Van Deudekom deel uit van het vaste cabaretteam van het VARA-radioprogramma Spijkers met koppen, en werd hij daarna een van de tekstschrijvers van het televisieprogramma Kopspijkers.
Eind jaren negentig richtte hij, samen met zijn collega's van NUHR en regisseurs Han Römer, Titus Tiel Groenestege en Genio de Groot de theatergroep De Ploeg op, waarmee zij kluchten spelen.
In 1994 maakte NUHR met Erik van der Hof en Erna Sassen de 13-delige kindersie 'Het leven is...'
In 1998 werden Heerschop en Waas gevraagd om, samen met Hans Sibbel, plaats te nemen in het vaste panel van Kopspijkers. Van Deudekom werd hierbij gepasseerd al was hij wel achter de schermen als medeschrijver actief. Deze breuk in het NUHR-team, gaf Van Deudekom de ruimte om ook solo-werk aan te nemen.
In 2001 speelde Van Deudekom, samen met Genio de Groot, sketches over omgaan met kinderen in het verder serieuze opvoedprogramma Bij ons thuis van Teleac. In 2002 maakte Van Deudekom met De Ploeg de televisieserie Familie van der Ploeg. De televisieserie rond de personages uit de eerste voorstelling van De Ploeg werd door de VPRO uitgezonden in het zondagochtendprogramma Villa Achterwerk. Van Deudekom gaf zelf gestalt aan de underdog van het gezin Buck. Het programma werd in 2003 onderscheiden met de Cinekid Publieksprijs. In 2002 was Van Deudekom tevens een van de panelleden in het tweede seizoen van het programma Mannen voor vrouwen van Jeroen van Merwijk, dat werd uitgezonden door de RVU.
In het najaar van 2004 stapte Van Deudekom met Paul Groot en Owen Schumacher over van de VARA naar de AVRO, waar ze het programma Koefnoen begonnen. In tegenstelling tot Kopspijkers, verscheen Van Deudekom in het eerste seizoen Koefnoen wel regelmatig voor de schermen. In hetzelfde jaar schreef hij met Han Römer het script van de aflevering De Cock en de moord op de schrijver uit het tiende seizoen van Baantjer. In hetzelfde seizoen speelde hij als acteur mee in de aflevering De Cock en de moord op afstand.
Met NUHR sleepte hij in 2004 met hun programma 'Over de Top' hun eerste Poelifinario binnen.
Sinds 2006 werkt Van Deudekom intensief samen met Rob Urgert. Samen maakten en presenteerden ze, in 2006, de populair wetenschappelijke quiz Onder de tram voor de VARA. Na één seizoen verkaste het programma naar Net5. Daar liep het nog twee seizoenen onder de titel Tussen de oren. In 2011 maakte hij, met Urgert, zijn rentree bij de VARA als lid van het comedyteam in de programma's PAU!L en Langs de Leeuw van Paul de Leeuw. Naast Van Deudekom en Urgert zitten hier Niels van der Laan en Jeroen Woe in. Van 2013 tot en met 2018 was dit programma een zelfstandig programma onder de naam De Kwis.
In 2011 en 2012 was Van Deudekom voice-over in het programma De LuchtHaven van Omroep MAX. In 2012 werkte Van Deudekom opnieuw samen met Peter Heerschop en Viggo Waas in het RTL-4 programma Mannen van een zekere leeftijd.
Vanaf 2012-heden is Van Deudekom presentator van het Discovery Channel-televisieprogramma How Do They Do It?.
Op 20 oktober 2016 begon Van Deudekom samen met Rob Urgert en Sophie Hilbrand bij BNN/NTR aan de achtdelige populair wetenschappelijke serie Het Instituut. Dit programma werd verkocht aan Denemarken en Canada. Vanaf 2020 is het te zien als '100Humans' op Netflix.
In 2017 won hij met NUHR hun tweede Poelifinario met 'Draai Het Eens Om' en na hun 30-jarige jubileumtour besloten zij te stoppen in 2018. In datzelfde jaar stopten Rob Urgert en hij ook met De Kwis om zich meer te gaan toeleggen op het ontwikkelen van nieuwe tv-formats en eventprogramma's.
In 2019 ontwikelde hij wederom met Rob Urgert en met Posvideo de tv-programma's 'Uur van de Waarheid' (BNN-VARA NPO1 met Frank Evenblij), Magdat? (KRONCRV, NPO1 met Anita Witzier), 'Schat, je kent me toch?' (RTL4, met Robbert ten Brink).
Begin 2020 maakten zij, wederom samen met Blazhofski, een nieuw populair wetenschappelijk programma; getiteld Wie denk je wel dat je bent?. Het duo vergeleek in dit programma twee groepen van tegenovergestelde typen mensen met elkaar. Daarnaast bedachten en maakten zij 'Quiz met ballen' (BNNVARA, NPO1, Frank Evenblij, Posvideo) en fungeerden daar zelf als de VAR.
2021 en 2022: Quiz Met (Sneeuw)Ballen, zes afleveringen vervolg van Quiz Met Ballen over de Winterspelen (BNNVARA, NPO1, Frank Evenblij, Frank Snoeks, IDTV).
December 2021: Scrooge Live, eenmalige rol als verteller in live spektakel op zaterdagavond 18 december (MAX, NPO1).
In 2022 en 2024 verschenen nog twee series van 6 afleveringen van Wie denk je wel dat je bent? Daarnaast was hij samen met Tim Senders en Marijn Frank presentator/onderzoeker in Factcheckers op NPO1

### Muzikale carrière
Joep van Deudekom zingt en speelt gitaar. In NUHR en De Ploeg is hij verantwoordelijk voor alle muziek van de groep. Met NUHR nam hij tussen 1994 en 1998 drie livealbums op, die een mix waren tussen cabaretnummers en luisterliedjes.
In 1999 maakte Van Deudekom samen met André van der Hof de soundtrack voor de film Lef, waarin NUHR collega Viggo Waas een van de hoofdrollen speelde. Het hoofdlied van de soundtrack was het nummer Dromen. Dit nummer, met een tekst van Peter Heerschop, schreef Van Deudekom oorspronkelijk voor NUHR en was eerder te horen op de cd Niet Uit Het Raam zingen. In 2000 werd het lied, dat voor een deel werd ingespeeld door sessiemuzikanten, uitgebracht op single onder de naam NUHR. De single bereikte de Tipparade.
In 2001 stond Van Deudekom met de gelegenheidsformatie One Day Fly, die was ontstaan uit het cabaretpanel van Kopspijkers, vier weken aan top van de Nederlandse Top 40 met het nummer I wanna be a one day fly, een protestlied tegen de bands voortgekomen uit het programma Starmaker. In hetzelfde jaar verscheen een studioalbum van NUHR, Zinloos genieten, dat wederom een mix was van sketches en luisterliedjes.
In 2024 schreef hij de muziek voor een aantal liedjes en de underscore voor de muzikale komedie Cas Mia.

### Columns en boeken
Van Deudekom schrijft columns en heeft diverse boeken op zijn naam staan.
Van 2002-2014 is Van Deudekom actief als radiocolumnist in de ochtend bij 3FM, waar hij begon in het radioprogramma Stenders Vroeg van Rob Stenders. Vanaf mei 2004 leest hij iedere dinsdag om kwart over negen zijn Joep van Deudecolumn voor het radioprogramma GIEL van Giel Beelen.  In 2006 verscheen een verzameling van deze columns onder de titel Het perfecte cadeau. In 2008 en 2011 verschenen een tweede en derde verzameling onder titels Echt een aanrader en Vind ik leuk. In 2007 verscheen zijn boek Het perfecte reisverhaal met daarin een verzameling persoonlijke reisverhalen.
Samen met Rob Urgert schreef Van Deudekom in 2010, in de lijn met Tussen de oren, twee populair wetenschappelijke boeken. In het boek Waarom zit IK niet in Oranje? behandelen ze triviale vragen over voetbal. In Hoe word ik succesvoller dan mijn collega's? proberen ze antwoord te geven op de vraag welke factoren van invloed zijn op een succesvolle loopbaan.
In 2011 bracht hij zijn eerste jeugdboek uit met als titel Het mysterie onder de middenstip. Hierna volgden nog vijf delen. De boeken zijn geschreven voor kinderen tussen de 9 en 11 jaar en zijn geïllustreerd door Michiel van de Vijver. Van Deudekom liet zich voor deze boekenreeks inspireren door zijn voetballende zoons.

### Privéleven
Van Deudekom is getrouwd en heeft twee kinderen.

## Filmografie

### TV-Programma's (presentator en/of medebedenker)
- Het leven is... (1994)
- NUHR-tv (1997)
- Aardige mensen (1997)
- Familie van der Ploeg (2002) - Buck
- Onder de tram (2006-2007)
- Tussen de oren (2007-2009)
- How Do They Do It? (2012-heden)
- PAU!L, De Kwis (2011-2012)
- Langs de Leeuw, De Kwis (2011-2013)
- De Kwis , (2013-2018)
- Met de kennis van nu (2011-2013)
- Factcheckers (2013)
- Het Instituut , twee series (2016-2017)
- Kleine Lettertjes (2018)
- Magdat? (2019)
- Schat, je kent me toch? (2019)
- Uur van de Waarheid (2019)
- Wie denk je wel dat je bent? (2020-2022 en 2024)
- Quiz Met Ballen (2020)
- Scrooge Live (2021)  - als Verteller
- Quiz Met Sneeuwballen (2021-2022)
- Factcheckers (2024)

THEATER PROGRAMMA'S (NUHR EN DE PLOEG)
- 1987: Wienieniewiezegtzegtniewiewie (Cameretten)
- 1988: De Kift
- 1990: Wonderkinderen
- 1992: Sprokkelaars
- 1993: Uitverkorenen
- 1994: Het verdrag
- 1994: Niet uit het raam zingen (liedjesprogramma)
- 1996: Afgeragd
- 1996: Niet uit het raam luisteren (liedjesprogramma)
- 1997: Alle dertien NUHR (liedjesprogramma)
- 1998: De Ploeg: Vinger in de pap (met De Ploeg)
- 1998: Kruistocht (met Eddie B. Wahr)
- 1999: De Ploeg II: En nu.. revue! (met De Ploeg)
- 2000: De nacht van NUHR (eenmalige voorstelling)
- 2000: Driestuiversopera (toneelstuk: De Ploeg met Carice van Houten en Margôt Ros van NNT)
- 2001: Hangplek
- 2002: Festen (toneelstuk: De Ploeg met Piet Römer, Saskia Temmink en Ria Marks)
- 2003: Over de top (winnaar Poelifinario 2004)
- 2005-2006: Vendetta, De Godvader deel IV (toneelstuk: De Ploeg met Najib Amhali, Lies Visschedijk en Marisa van Eyle)
- 2007: Natuurlijke selectie
- 2008: Ben Hur (De Ploeg, met erik van Muiswinkel, Sophie van Winden en Beppie Melissen)
- 2010-2011: Het werkt wel
- 2013-2014: Back to Basic
- 2015-2017: Draai het eens om (winnaar Poelifinario 2016)
- 2018: Alle 30 NUHR

### Televisieseries en films
- Kopspijkers (1998-2002), tekstschrijver en filmpjes
- Bij Ons Thuis (2001), tekstschrijver en acteur
- Mannen voor Vrouwen (2002), tekstschrijver en cabaretier
- Oesters van Nam Kee (2002) - sleutelmaker
- Russen (2002; afl. Pompeï) - opzichter
- Koefnoen (2004) - diverse rollen
- Baantjer (2004; afl. De Cock en de moord op afstand) - Gerard van Putten
- Gooische Vrouwen (2007; seizoen 3 afl. 2) - priester
- Alles is liefde (2007) - tv-presentator
- Mannen van een zekere leeftijd (2012) - zichzelf
- De luchtHaven (2011-2012), alleen voice-over
- Wie is de Mol? (2013) - Deelnemer (afgevallen in aflevering 2)
- Het Eerlijke Verhaal , oudejaarsconference 2012 samen met Erik van Muiswinkel ea. Factchecker samen met Rob Urgert.(2012)
- Pavlov , afl fitness (2012)

## Discografie

### Albums
- Niet Uit Het Raam zingen (eigen beheer, 1994; met Niet Uit Het Raam)
- Niet Uit Het Raam luisteren (eigen beheer, 1996; met Niet Uit Het Raam)
- Alle dertien NUHR (Oorwoud, 1998; met NUHR)
- Zinloos genieten (SML, 2002; met NUHR)

### Singles
| Single met eventuele hitnotering(en) in de Nederlandse Top 40 | Datum van verschijnen | Datum van binnenkomst | Hoogste positie | Aantal weken | Opmerkingen     |
| ------------------------------------------------------------- | --------------------- | --------------------- | --------------- | ------------ | --------------- |
| Dromen                                                        | 2000                  | 19-02-2000            | tip17           | -            | met NUHR        |
| I wanna be a one day fly                                      | 2000                  | 19-05-2001            | 1 (4 wkn)       | 8            | met One Day Fly |

## Boeken

### Verhalen- en Columnbundels
- Het perfecte cadeau (Thomas Rap, 2006; columns)
- Het perfecte reisverhaal (Thomas Rap, 2007; korte verhalen)
- Echt een aanrader (Joep van Deudekom, 2012 over zichzelf)
- Vind ik leuk (Nijgh & Van Ditmar, 2011; columns)

### Populair wetenschappelijk
Deze boeken heeft Van Deudekom samen met Rob Urgert geschreven.
- Waarom zit IK niet in Oranje? (Nijgh & Van Ditmar, 2010)
- Hoe word ik succesvoller dan mijn collega's? (Nijgh & Van Ditmar, 2010)

### Jeugdboeken
- Het Mysterie Onder de Middenstip (Uitgeverij Leopold, 2011)
- De Beslissende Sliding (Uitgeverij Leopold, 2012)
- 10 tegen 1 (Uitgeverij Leopold, 2013)
- Buitenspel in Rio (Uitgeverij Leopold, april 2014)
- De Winnende Uittrap ( Uitgeverij Leopold, april 2015)
- De B@nd grijpt in ( Uitgeverij Leopold, 2015)
- De Zwervende Spits ( Uitgeverij Leopold, 2022)